# Oussama Boudjenah
Pour les articles homonymes, voir Boudjenah.
Oussama Boudjenah, né le 25 juin 1991 à Skikda, est un joueur de handball algérien,,,

## Palmarès

### Avec les Clubs
- Vainqueur de la Coupe d'Algérie  2022 (avec JSE Skikda)
  - finaliste : 2009

- Vainqueur du Championnat d'Algérie en 2014-2015 (avec JSE Skikda) [6]
- vainqueur de la Supercoupe 2015  (avec JSE Skikda)
- finaliste de la Supercoupe de Turquie : 2019 ,  2023 [7](avec Beykoz Belediyesi SK )

### Avec l'Équipe d'Algérie
Championnats du monde
- 22e au Championnat du monde 2021 ( Égypte)

Championnats d'Afrique
- 4e place au Championnat d'Afrique 2016 ( Égypte)

Championnats du monde junior et jeunes
- 19e au Championnat du monde junior 2009  ( Égypte)
- 14e au  Championnat du monde junior  2011 ( Grèce)

- 14e au Championnat du monde jeunes 2009 ( Tunisie)